# Hernán Silva
Hernán Silva Arce (1948. november 5. – Miami, Florida, USA, 2017. október 15.) chilei nemzetközi labdarúgó-játékvezető.

## Pályafutása

### Nemzeti játékvezetés
A küldési gyakorlat szerint rendszeres partbírói tevékenységet is végzett. 1976-ban lett az I. Liga játékvezetője. A nemzeti játékvezetéstől 1993-ban vonult vissza.

### Nemzetközi játékvezetés
A Chilei labdarúgó-szövetség Játékvezető Bizottsága (JB) terjesztette fel nemzetközi játékvezetőnek, a Nemzetközi Labdarúgó-szövetség (FIFA) 1982-től tartotta nyilván bírói keretében. A FIFA JB központi nyelvei közül a spanyolt beszéli. Több nemzetek közötti válogatott és klubmérkőzést vezetett. vagy működő társának partbíróként segített. A chilei nemzetközi játékvezetők rangsorában, a világbajnokság sorrendjében többedmagával a 4. helyet foglalja el 1 találkozó szolgálatával. Az aktív nemzetközi játékvezetéstől 1993-ban búcsúzott.

#### Labdarúgó-világbajnokság

##### U20-as labdarúgó-világbajnokság
Mexikó a 4., az 1983-as ifjúsági labdarúgó-világbajnokságot, valamint Szovjetunió az 5., az 1985-ös ifjúsági labdarúgó-világbajnokságot rendezte, ahol a FIFA JB bíróként foglalkoztatta.

###### 1983-as ifjúsági labdarúgó-világbajnokság
| Időpont         | Helyszín                    | Mérkőzés típusa              | Mérkőzés       | Eredmény | Nézők száma |
| --------------- | --------------------------- | ---------------------------- | -------------- | -------- | ----------- |
| 1983. június 4. | Estadio Azteca, Mexikóváros | csoportmérkőzés (C. csoport) | Kína–Argentína | 0 – 5    | 19 376      |

###### 1985-ös ifjúsági labdarúgó-világbajnokság
| Időpont             | Helyszín                     | Mérkőzés típusa             | Mérkőzés                  | Eredmény | Nézők száma |
| ------------------- | ---------------------------- | --------------------------- | ------------------------- | -------- | ----------- |
| 1985. augusztus 29. | Tofik Bahramov Stadion, Baku | csoportmérkőzés(D. csoport) | Anglia–Mexikó             | 0 – 1    | 12 000      |
| 1985. szeptember 4. | Luzsnyiki Stadion, Moszkva   | egyik elődöntő              | Spanyolország–Szovjetunió | 2 – 2    | 37 000      |

---
A világbajnoki döntőkhöz vezető úton Mexikóba a XIII., az 1986-os labdarúgó-világbajnokságra, Olaszországba a XIV., az 1990-es labdarúgó-világbajnokságra, valamint az Amerikai Egyesült Államokba a XV., az 1994-es labdarúgó-világbajnokságra a FIFA JB játékvezetőként alkalmazta. Selejtező mérkőzéseket a CONMEBOL zónákban vezetett. A FIFA JB elvárása szerint, ha nem vezetett, akkor partbíróként tevékenykedett. 1986-ban két csoportmérkőzés közül az egyiken egyes számú besorolást kapott, játékvezetői sérülés esetén továbbvezethette volna a találkozót. A bronztalálkozón 2. számú pozícióban szolgált. 1990-ben egy csoportmérkőzésen egyes számú besorolásban tevékenykedett. Világbajnokságon vezetett mérkőzéseinek száma:  2 + 4 (partbíró).

##### 1986-os labdarúgó-világbajnokság

###### Selejtező mérkőzés
| Időpont          | Helyszín              | Mérkőzés típusa           | Mérkőzés       | Eredmény | Nézők száma |
| ---------------- | --------------------- | ------------------------- | -------------- | -------- | ----------- |
| 1985. június 23. | Nemzeti Stadion, Lima | előselejtező (1. csoport) | Peru–Argentína | 1 – 0    | 45 000      |

###### Világbajnoki mérkőzés
| Időpont         | Helyszín           | Mérkőzés típusa              | Mérkőzés             | Eredmény | Nézők száma |
| --------------- | ------------------ | ---------------------------- | -------------------- | -------- | ----------- |
| 1986. június 1. | Estadio León, León | csoportmérkőzés (C. csoport) | Franciaország–Kanada | 1 – 0    | 65 500      |

##### 1990-es labdarúgó-világbajnokság

###### Selejtező mérkőzés
| Időpont             | Helyszín                               | Mérkőzés típusa           | Mérkőzés          | Eredmény | Nézők száma |
| ------------------- | -------------------------------------- | ------------------------- | ----------------- | -------- | ----------- |
| 1989. augusztus 27. | Defensores del Chaco Stadion, Asunción | előselejtező (2. csoport) | Paraguay–Kolumbia | 2 – 1    | 38 000      |

###### Világbajnoki mérkőzés
| Időpont          | Helyszín                 | Mérkőzés típusa              | Mérkőzés        | Eredmény | Nézők száma |
| ---------------- | ------------------------ | ---------------------------- | --------------- | -------- | ----------- |
| 1990. június 14. | San Nicola Stadion, Bari | csoportmérkőzés (B. csoport) | Kamerun–Románia | 2 – 1    | 38 687      |

##### 1994-es labdarúgó-világbajnokság

###### Selejtező mérkőzés
| Időpont             | Helyszín                       | Mérkőzés típusa           | Mérkőzés        | Eredmény | Nézők száma |
| ------------------- | ------------------------------ | ------------------------- | --------------- | -------- | ----------- |
| 1993. augusztus 15. | Hernando Siles Stadion, La Paz | előselejtező (2. csoport) | Bolívia–Ecuador | 1 – 0    | 47 500      |

#### Futsal-világbajnokság
Hongkong rendezte a 2., az 1992-es futsal-világbajnokságot, ahol pályafutása búcsújaként közreműködési lehetőséget kapott. A FIFA JB még nem tett különbséget a nagy-pályás és futsal labdarúgást irányító FIFA játékvezetők között. A mérkőzést főjátékvezető és játékvezető párban vezeti. Megnevezés esetén főjátékvezetői pozícióban szolgált.

##### 1992-es futsal-világbajnokság
| Időpont            | Helyszín                            | Mérkőzés típusa                      | Mérkőzés               | Eredmény | Nézők száma |
| ------------------ | ----------------------------------- | ------------------------------------ | ---------------------- | -------- | ----------- |
| 1992. november 16. | Coliseum Stadion, Hongkong          | csoportmérkőzés (A. csoport)         | Lengyelország–Hongkong | 4 – 2    | 5000        |
| 1992. november 19. | Coliseum Stadion, Hongkong          | csoportmérkőzés (B. csoport)         | Irán–Olaszország       | 7 – 5    | 1400        |
| 1992. november 23. | Kowloon Park Stadion, Tsim Sha Tsui | csoportmérkőzés (2. kör; F. csoport) | Irán–Lengyelország     | 2 – 0    | 38 000      |
| 1992. november 27. | Coliseum Stadion, Hongkong          | egyik elődöntő                       | Brazília–Spanyolország | 4 – 1    | 5500        |

#### Olimpiai játékok
Az 1988. évi nyári olimpiai játékok labdarúgó tornájának végső szakaszán a FIFA JB bírói szolgálatra alkalmazta.

##### 1988. évi nyári olimpiai játékok
| Időpont              | Helyszín                  | Mérkőzés típusa              | Mérkőzés         | Eredmény | Nézők száma |
| -------------------- | ------------------------- | ---------------------------- | ---------------- | -------- | ----------- |
| 1988. szeptember 21. | Dongdaemun Stadion, Szöul | csoportmérkőzés (B. csoport) | Irak–Olaszország | 0 – 2    | 13 000      |

#### Copa América
Brazília rendezte a 34., az 1989-es Copa América labdarúgó-tornát, ahol a CONMEBOL JB bíróként alkalmazta.

##### 1989-es Copa América

###### Copa América mérkőzés
| Időpont          | Helyszín                              | Mérkőzés típusa              | Mérkőzés         | Eredmény | Nézők száma |
| ---------------- | ------------------------------------- | ---------------------------- | ---------------- | -------- | ----------- |
| 1989. június 3.  | Fonte Nova Stadion, Salvador da Bahia | csoportmérkőzés (A. csoport) | Brazília–Peru    | 0 – 0    | 8200        |
| 1989. június 16. | Maracanã Stadion, Rio de Janeiro      | döntő                        | Brazília–Uruguay | 1 – 0    | 170 000     |

#### Nemzetközi kupamérkőzések
Vezetett kupadöntők száma: 6.

##### Copa Libertadores
| Időpont           | Helyszín                                     | Mérkőzés típusa         | Mérkőzés                                    | Eredmény | Nézők száma |
| ----------------- | -------------------------------------------- | ----------------------- | ------------------------------------------- | -------- | ----------- |
| 1985. október 24. | Defensores del Chaco Stadion, Asunción       | döntő harmadik mérkőzés | Argentinos Juniors–América de Cali          | 1 – 1    | 17 200      |
| 1987. október 31. | Estadio Nacional de Chile, Santiago de Chile | döntő harmadik mérkőzés | CA Peñarol–América de Cali                  | 1 – 0    | 25 000      |
| 1988. október 19. | Gigante de ArroyitoStadion, Rosario          | döntő első mérkőzés     | Newell’s Old Boys–Club Nacional de Football | 1 – 0    | 45 000      |
| 1992. június 10.  | Gigante de ArroyitoStadion, Rosario          | döntő első mérkőzés     | Newell’s Old Boys–São Paulo FC              | 1 – 0    | 33 000      |

##### Supercopa Libertadores
1988-ban az első labdarúgó-szuperkupán (torna jelleggel) a korábbi Copa Libertadores győztesek vettek részt.
| Időpont            | Helyszín                               | Mérkőzés típusa        | Mérkőzés                              | Eredmény |         |
| ------------------ | -------------------------------------- | ---------------------- | ------------------------------------- | -------- | ------- |
| 1988. július 13.   | Juan Domingo Perón Stadion, Avellaneda | döntő első mérkőzés    | Racing Club de Avellaneda–Cruzeiro EC | 2 – 1    |         |
| 1991. november 20. | Estádio Mineirão, Belo Horizonte       | döntő második mérkőzés | Cruzeiro EC–CA River Plate            | 3 – 0    | 672 690 |